# Уркумбаев, Ерлан Муратович
Ерлан Муратович Уркумбаев (5 октября 1993, Соль-Илецк, Оренбургская область, Россия — 22 января 2024, Украина) — российский военнослужащий, младший лейтенант, начальник радиолокационного комплекса батареи артиллерийской разведки огневых позиций разведывательного артиллерийского дивизиона 385-й гвардейской артиллерийской бригады 2-й гвардейской общевойсковой армии Центрального военного округа. Герой Российской Федерации (2024, посмертно).

## Биография
Родился 5 октября 1993 года в Соль-Илецке Оренбургской области.
Учился в средней общеобразовательной школе № 3 своего родного города, затем обучался в Соль-Илецком индустриально-технологическом техникуме, после окончания которого получил профессию электросварщика. Занимался боксом, являлся членом городской сборной по данному виду спорта.
Изначально проходил армейскую службу в городе Хабаровск, после увольнения в запас работал в охранном предприятии. С 2014 года служил в рядах Российской армии на профессиональной основе в селе Тоцкое Оренбургской области. С октября 2022 года — участник вторжения России на Украину.
Согласно утверждению российских властей, погиб 22 января 2024 года на Украине, пытаясь спасти личный состав и технику радиолокационного комплекса. Похоронен в Соль-Илецке на мусульманском кладбище.

### Личная жизнь[5]
- Родители: мать — Кымбат Мансуровна, отец — Мурат Канжагалеевич.
- Семья: супруга — Азалия Булатовна; дети — двое.

## Звания и награды
- Герой Российской Федерации (Указом Президента Российской Федерации «закрытым» от 2024 года за мужество и героизм, проявленные при исполнении воинского долга, гвардии младшему лейтенанту Уркумбаеву Ерлану Муратовичу присвоено звание Героя Российской Федерации, посмертно).